# Зелёная галерея
Зелёная галерея (англ. Green Gallery) — художественная галерея, функционировавшая с 1960 по 1965 год на 57-й улице в Манхэттене (Нью-Йорк, США). Директором галереи был Ричард Беллами, а её спонсором — коллекционер произведений искусства Роберт Скалл. Зелёная галерея известна тем, что послужила стартовой площадкой для ряда художников, которые вскоре приобретали широкую известность, таких как Марк Ди Суверо, Дональд Джадд и Джордж Сигал.

## История
До основания Зелёной галереи Беллами был содиректором Галереи Ганза (англ. Hansa Gallery), кооперативной галереи художников в районе Галерей 10-й улицы (англ.) Нью-Йорка, которая переехала в центр города:64-65. Беллами сохранил свои тесные связи с этими художниками даунтауна, которые помогли ему при создании нового учреждения в центре города, ставшего одной из немногочисленных галерей центра Нью-Йорка, ориентированных на новое американское искусство. К ним относились галереи Лео Кастелли (основанная всего за несколько лет до Зелёной галереи), Сидни Джениса и Стейбл.
Одним из мотивов для создания Зелёной галереи был интерес Роберта Скалла в приблизительно 1959 году к открытию и поддержке работ новых художников напрямую, без необходимости иметь дело с галереями. Тогда ему приходилось выискивать время, чтобы посещать студии, так как у него был бизнес, которым ему надо было управлять. Скалл полагал, что его собственная галерея позволит ему пожинать плоды такого рода исследований без лишней траты времени:6-7. Первоначально он обратился с этой идеей к Ивану Карпу, который направил его к Беллами. Скалл покровительствовал Зелёной галерее, особо не вмешиваясь в её дела, чтобы не мешать ей налаживать отношения с другими галереями:112.
В то время как Зелёная галерея не имела коммерческого успеха, она вместе с тем отличалась широким вкусом Беллами в представленности художников, работающих в направлениях, которые вскоре получили широкое признание. Короткая история галереи охватила яркий период в мире искусства Нью-Йорка; она продемонстрировала произведения разнообразной группы художников, которые придавали форму стилям, которые вскоре будут известны как живопись цветового поля, поп-арт и минимал-арт.

## Известные художники
К художникам, чьи важные первые выставки прошли в Зелёной галерее за все пять лет её существования, относились Марк Ди Суверо, Лукас Самарас, Джеймс Розенквист, Клас Олденбург, Джордж Сигал (первая выставка в качестве скульптора), Роберт Моррис, Дональд Джадд (первая выставка в качестве скульптора), Ларри Пунс и Дэн Флавин:274-78. Хотя Беллами не презентовал Энди Уорхола, именно его галерея стала первой в США, выставившей одну из его поп-картин: «200 однодолларовых купюр» (1962), включённых в групповую выставку 1962 года:166-67.
В галерее также выставлялись работы таких художников, как Том Вессельман, Альфред Лесли, Роберт Бошамп, Нил Уильямс, Ральф Хамфри, Рональд Блейден и Пэт Пасслоф. Среди других художников, которые были представлены на групповых выставках, выделялись Кеннет Ноланд, Эльсуорт Келли, Яёи Кусама, Фрэнк Стелла, Джон Чемберлен, Даниэль Шпёрри, Джордж Брехт, Уолтер Дарби Бэннард, Роберт Уитмен, Джулиус Хатофски, Бургойн Диллер, Майрон Стаут, Ричард Станкевич, Лестер Джонсон, Джеймс Ли Байарс, Сидни Тиллим, Чарльз Джинневер, Элис Мейсон, Ли Лозано, Жан Фоллетт, Питер Агостини, Филипп Павия, Франц Клайн и многие другие.